# Donatyre
Donatyre es un pueblo en el Distrito de Avenches del Cantón de Vaud, Suiza. Desde que perdió su estatus de Comunas de Suiza independiente el 1 de julio de 2006, ha sido parte del municipio de Avenches.
El pueblo, el cual sigue la antigua pared Romana de Aventicum, contiene una capilla dedicada al Santo Tecla.